# Krystyna Adolphowa
Krystyna Adolphowa ou Adolph (morte le 30 mars 1987) est une historienne et enseignante polonaise, Juste parmi les Nations.

## Biographie
Diplômée de l'Université de Vilnius, elle suit les enseignements du professeur Stanisław Kościałkowski (pl), responsable du département d'Histoire, et se spécialise dans l'histoire du Grand-duché de Lituanie. En 1930, elle soutient sous sa direction un magister portant sur la noblesse lituanienne au regard du Code Zamoyski (en) d'Andrzej Zamoyski. Après ses études elle enseigne l'Histoire au lycée Adam Jerzy Czartoryski à Vilnius. Pendant la Seconde Guerre mondiale, elle sauve la vie de deux de ses élèves, les sœurs jumelles Monica et Lydia Aran (nées Gluskin)  en les cachant dans sa maison à Ignalina ,. Le 14 mai 1984  elle est honorée juste parmi les nations par Yad Vashem.

## Œuvres
- Szlachta litewska wobec zbioru praw Andrzeja Zamoyskiego (w świetle litewskich instrukcji poselskich z lat 1776, 1778, 1780 i 1782), Wilno 1933[3].